# Centropus leucogaster
Il cucal golanera o cuculo fagiano ventrebianco (Centropus leucogaster (Leach, 1814)) è un uccello appartenente alla famiglia Cuculidae.

## Distribuzione e habitat
Questo uccello vive in Camerun, Repubblica Democratica del Congo, Costa d'Avorio, Gabon, Ghana, Guinea, Guinea-Bissau, Liberia, Niger, Nigeria, Senegal, Sierra Leone e Togo. È di passo in Mali.

## Tassonomia
Centropus leucogaster ha tre sottospecie:
- Centropus leucogaster leucogaster
- Centropus leucogaster efulenensis
- Centropus leucogaster neumanni